# Black and Blue
A Black and Blue a The Rolling Stones együttes 1976-ban megjelent tizenharmadik stúdióalbuma. A dalokat Mick Jagger és Keith Richards jegyzi. Ez az első olyan album, amelyen teljes egészében Ronnie Wood (ex-Faces) játszik. Az album stílusa lágyabb, funkys hangzású, amihez Billy Preston is hozzájárult. A lemez nem igazán aratott sikert, ez azon is látszik, hogy a zenekar a következő évek turnéjain egy dalt sem játszott róla.

## Az album dalai
Az összes szám szerzője Mick Jagger és Keith Richards, kivéve a Cherry Oh Baby, ami Eric Donaldson szerzeménye. 
| 1. | Hot Stuff      | 5:20 |
| 2. | Hand of Fate   | 4:28 |
| 3. | Cherry Oh Baby | 3:57 |
| 4. | Memory Motel   | 7:07 |

| 5. | Hey Negrita | 4:59 |
| 6. | Melody      | 5:47 |
| 7. | Fool to Cry | 5:03 |
| 8. | Crazy Mama  | 4:34 |